# Balai Agung
Balai Agung is een bestuurslaag in het regentschap Musi Banyuasin van de provincie Zuid-Sumatra, Indonesië. Balai Agung telt 16.393 inwoners (volkstelling 2010).